# Ebony Eutsey
Ebony Eutsey (ur. 3 maja 1992 w Miami) – amerykańska lekkoatletka, sprinterka. Podwójna mistrzyni świata juniorów młodszych z 2009 roku.

## Osiągnięcia
| Rok  | Impreza                               | Miejsce    | Konkurencja             | Lokata     | Wynik   |
| ---- | ------------------------------------- | ---------- | ----------------------- | ---------- | ------- |
| 2009 | Mistrzostwa świata juniorów młodszych | Bressanone | bieg na 400 metrów      | 1. miejsce | 52,88   |
| 2009 | Mistrzostwa świata juniorów młodszych | Bressanone | sztafeta szwedzka       | 1. miejsce | 2:04,32 |
| 2011 | Mistrzostwa panamerykańskie juniorów  | Miramar    | sztafeta 4 × 400 metrów | 1. miejsce | 3:34,71 |
| 2014 | Młodzieżowe mistrzostwa NACAC         | Kamloops   | sztafeta 4 × 100 metrów | 1. miejsce | 43,89   |

## Rekordy życiowe
- Bieg na 200 metrów (stadion) – 23,42 (2014)
- Bieg na 200 metrów (hala) – 23,58 (2013)
- Bieg na 400 metrów – 51,39 (2016)
- Bieg na 400 metrów (hala) – 52,48 (2013)